# Geldersheim

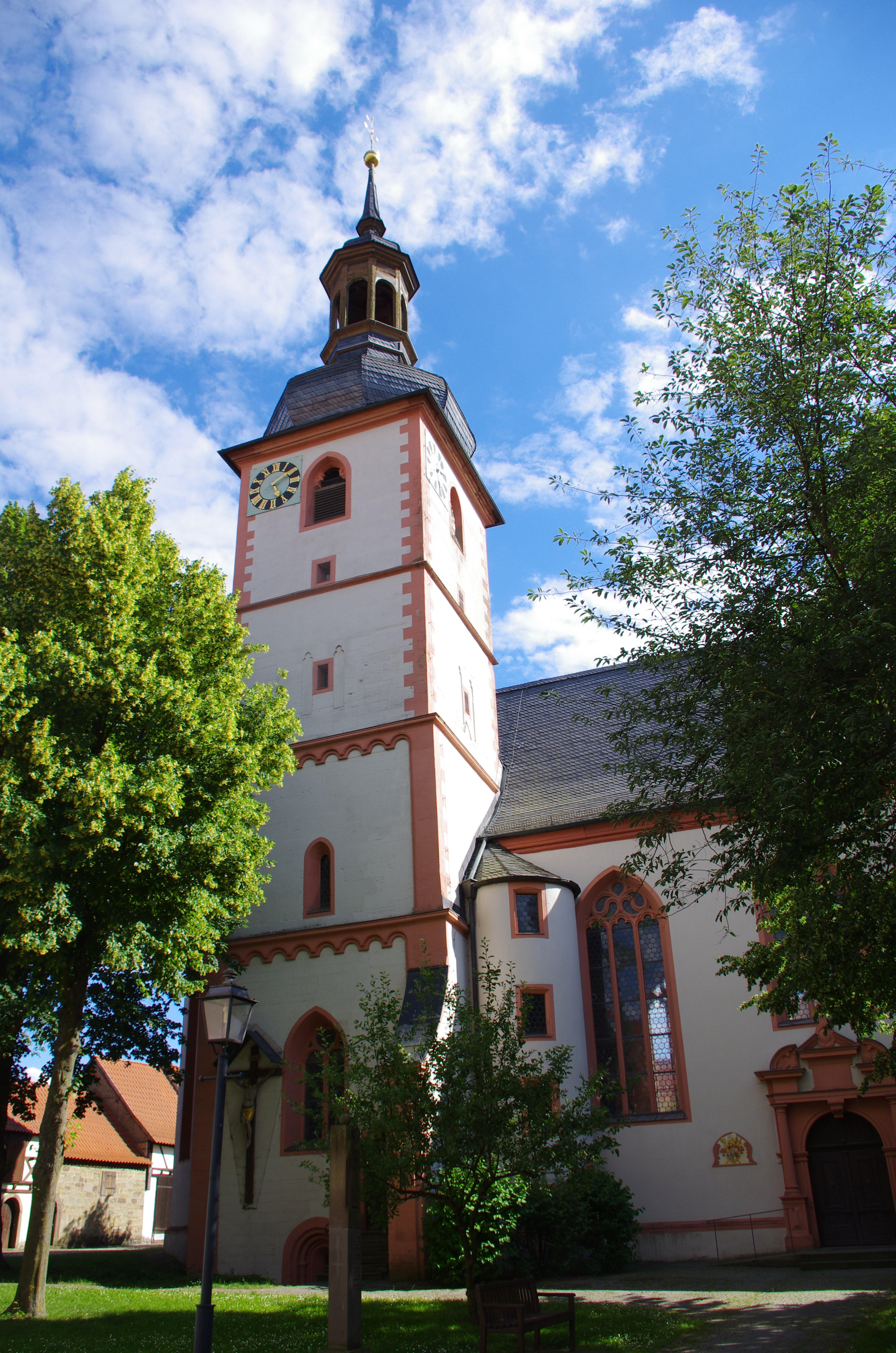
St. Nikolaus

Geldersheim (fränkisch: Galderschum) ist eine Gemeinde im unterfränkischen Landkreis Schweinfurt, drei Kilometer westlich der kreisfreien Stadt Schweinfurt, in der Region Main-Rhön. Es ist eines der ältesten Dörfer Frankens, das 763 erstmals urkundlich erwähnt wurde, und besitzt ein gut erhaltenes, typisch fränkisches Ortsbild mit giebelseitigen Häusern, einer Kirchenburg und einem Dorftor.
Geldersheim war ein strategischer Vorposten des Hochstifts Würzburg, an der Chaussee Würzburg–Meiningen, die 1796 zur Umgehung der protestantischen Reichsstadt Schweinfurt eröffnet wurde. Bis heute sagt man dem Schweinfurter Vorort nach, dass sich die jahrhundertelange Rivalität zur Stadt erhalten hat und man dem katholisch geprägten, aber viel ferneren Würzburg nähersteht. Diese Bindung an das Hochstift zeigt sich auch im Ortswappen.

## Geografie
Die Gemeinde liegt im fruchtbaren Schweinfurter Gau, in dem von jeher intensiver Ackerbau betrieben wird. Das Dorf gehört außerdem dem Oberen Werntal an: Durch das Dorf selbst fließt in west-östlicher Richtung der „Euerbach“, ein Nebengewässer der Wern, der ab der Gemarkungsgrenze „Biegenbach“ genannt wird. Dieser mündet kurz vor Schweinfurt in die Wern.
In Richtung Egenhausen liegt das Waldgebiet „Asbach“, der Wald in Richtung Sömmersdorf wird „Vorberg“ genannt.
Es gibt nur die Gemarkung und den Gemeindeteil Geldersheim. Bei der bayerischen Gebietsreform in den 1970er Jahren wurde kein Ort nach Geldersheim eingemeindet. Zu Geldersheim gehört jedoch der südliche, größere Teil der Conn Barracks: ein einstiger Fliegerhorst der Wehrmacht und spätere Kaserne der 2014 aufgelösten U.S. Army Garrison Schweinfurt.
An die Gemarkung von Geldersheim grenzen die Gemeinden Niederwerrn, Schweinfurt, Bergrheinfeld, Werneck, Wasserlosen und Euerbach.

## Geschichte

### Bis zur Gemeindegründung
Geldersheim wurde erstmals 763 in einer Urkunde des Klosters Fulda erwähnt. Im Jahre 976 stellte Kaiser Otto II. Urkunden aus, ebenso Kaiser Heinrich III. im Jahre 1049. Geldersheim fungierte also als fränkische Königspfalz und war Zentralort in der Gegend. Zeugen dieser mittelalterlichen Epoche sind der noch erhaltene Chor der ehemaligen Pfalzkapelle sowie Bodenfunde aus der karolingisch-ottonischen Zeit, die bei archäologischen Grabungen in den 1960er, 1970er und 1980er Jahren gefunden wurden.
1137 erhielt Konrad von Pleichfeld (Püssensheim) 14,5 Hufen und ein Gut in Geldersheim vom Bischof von Würzburg zu Lehen. Bereits um 1230 wurde neben der alten Pfalzkapelle eine große Pfarrkirche im spätromanischen Stil erbaut, die bereits dem heiligen Nikolaus geweiht war. In den Jahren 1610 bis 1618 wurde die heutige Pfarrkirche St. Nikolaus in ihrer heutigen Form errichtet. Der Turm, mit seiner Welschen Haube wurde 1692 aufgestockt und dominiert seitdem den westlichen Teil des Schweinfurter Landes. Das Innere der Kirche wurde im 18. Jahrhundert barock ausgestattet. Aus dieser Zeit stammen die imposanten Fresken des fränkischen Malers Johann Peter Herrlein im Chor und Langhaus.
Bis zum Zerfall des Hochstifts Würzburg im Jahre 1802 war Geldersheim trotz mehrerer Großbrände und Kriege ein wohlhabender Marktflecken. Von 1500 bis 1806 lag der Ort im Fränkischen Reichskreis. Die ehemalige Zehnt des Hochstiftes Würzburg wurde nach der Säkularisation 1803 zugunsten Bayerns 1805 Erzherzog Ferdinand von Toskana zur Bildung des Großherzogtums Würzburg überlassen und fiel mit diesem 1814 endgültig an Bayern. Im Jahr 1818 entstand die politische Gemeinde.

### Einwohnerentwicklung
Die Gemeinde hatte 2015 einen sprunghaften Einwohnerzuwachs von 500 Personen, als Folge der Schließung der Schweinfurter US-Garnison im Jahre 2014. Die Amerikaner, einschließlich Familienangehöriger, wurden nicht zur Bevölkerungsstatistik gezählt. Nach ihrem Abzug stand plötzlich viel Wohnraum zur Verfügung, bei gleichzeitig sehr guter wirtschaftlicher Situation in Schweinfurt.
- 1970: 2175 Einwohner
- 1987: 2350 Einwohner
- 1991: 2410 Einwohner
- 1995: 2544 Einwohner
- 2000: 2591 Einwohner
- 2005: 2597 Einwohner
- 2010: 2471 Einwohner
- 2015: 2967 Einwohner
- 2017: 3099 Einwohner
- 2018: 3006 Einwohner[5]

Im Zeitraum 1988 bis 2018 stieg die Einwohnerzahl von 2362 auf 3006 um 644 Einwohner bzw. um 27,3 %. 2016 zählte Geldersheim 3127 Einwohner.
Quelle: BayLfStat

## Politik

### Bürgermeister und Gemeinderat
Erster Bürgermeister ist seit 1. Mai 2020 Thomas Hemmerich (CSU), Zweiter Bürgermeister ist seit 7. Mai 2020 Martin Schlör (Junge Liste).
Der Gemeinderat hat (ohne den Ersten Bürgermeister) 14 Mitglieder. Seit dem 1. Mai 2020 setzt sich das Gremium folgendermaßen zusammen: CSU/Freie Bürgerliste (4 Mitglieder), Freie Wähler (5), Junge Liste (3), SPD (2).

### Steuereinnahmen
2017 betrugen die Gemeindesteuereinnahmen 2.213.000 Euro, davon betrugen die Gewerbesteuereinnahmen (netto) 414.000 Euro und der Gemeindeanteil an der Einkommensteuer 1.456.000 Euro.

### Wappen
| Wappen von Geldersheim | Blasonierung: „Gespalten von Blau und Silber; vorne eine silberne Getreidegarbe, hinten unter der blauen Krümme eines Bischofsstabs drei zwei zu eins gestellte blaue Kugeln“ |
| Wappen von Geldersheim | Wappenbegründung: Die Getreidegarbe ist dem Dorfgerichtssiegel entnommen, das der Würzburger Fürstbischof Julius Echter von Mespelbrunn (1573 bis 1617) dem Ort 1588 verliehen hatte. Geldersheim hatte im 16. Jahrhundert städtischen Charakter mit einer Ortsbefestigung, von der sich ein Torbau an der Straße nach Schweinfurt erhalten hat. In diesem Siegel stand außerdem die Vollfigur des heiligen Nikolaus, dem die Pfarrkirche in Geldersheim geweiht ist. Stellvertretend für den Heiligen stehen im Wappen seine Attribute, die drei Kugeln und der Stab. Dieses Wappen wird seit 1964 geführt. |

### Interkommunale Allianz
Die Gemeinde ist Mitglied der Interkommunalen Allianz Oberes Werntal.

## Kultur und Sehenswürdigkeiten

### Baudenkmäler
- Die Pfarrkirche St. Nikolaus mit den sie umgebenden Gaden (ehemalige Kirchenburg).

### Museen
- Archäologisches Museum
- Kleines Bauernmuseum[10]

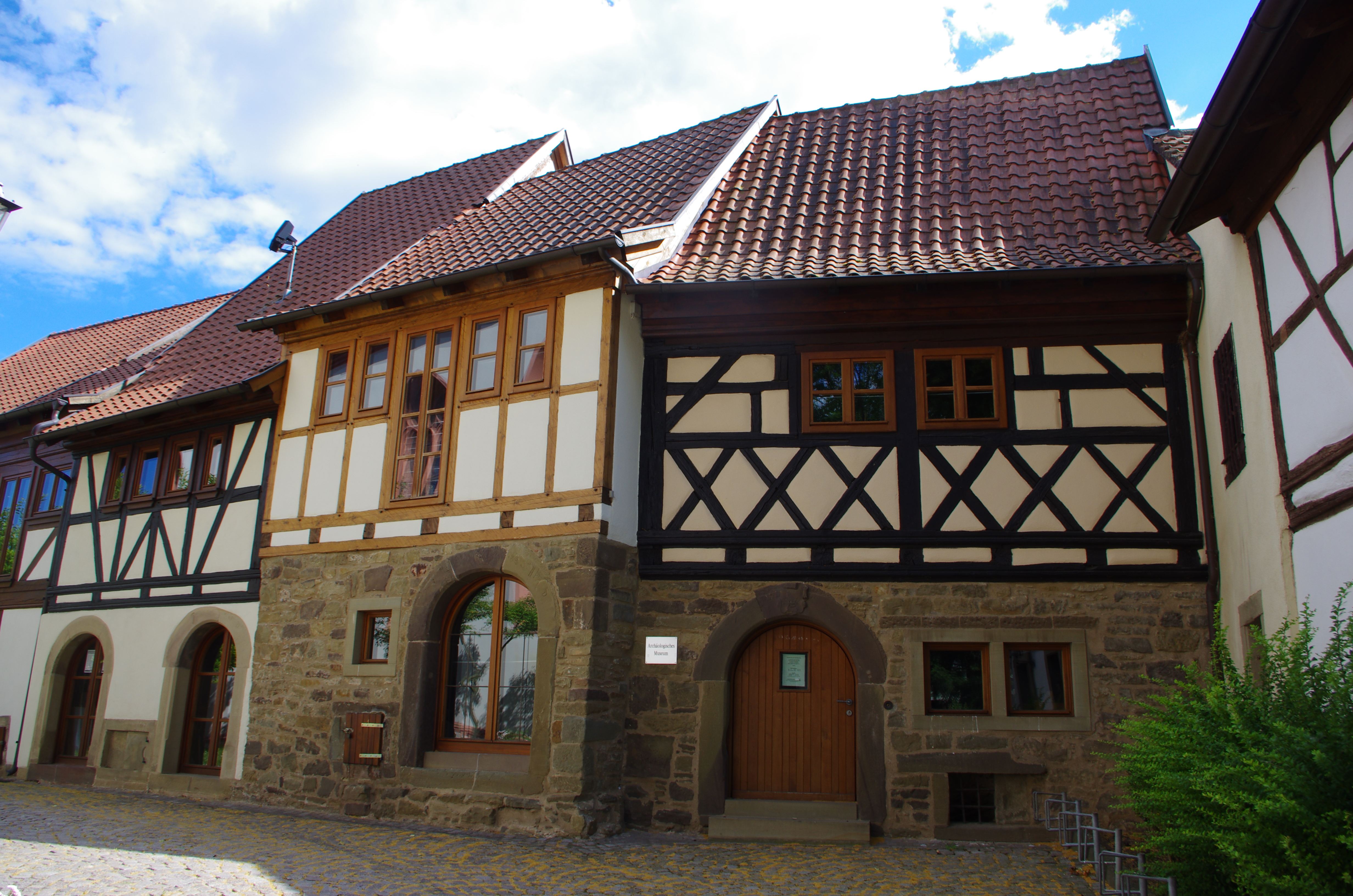
Archäologisches Museum

- Heimatkundliche Sammlungen des Vereins für Heimat- und Brauchtumspflege[11]

## Wirtschaft und Infrastruktur
Es gab 2017 nach der amtlichen Statistik 386 sozialversicherungspflichtig Beschäftigte am Arbeitsort. Versicherungspflichtige Arbeitnehmer am Wohnort gab es insgesamt 1256, so dass die Zahl der Auspendler um 870 Personen höher war als die Zahl der Einpendler. 63 Einwohner waren arbeitslos. 2016 gab es 22 landwirtschaftliche Betriebe.
Der südliche Teil der Conn Barracks gehört zu Geldersheim, ein Fliegerhorst aus den 1930er Jahren, den die USAG Schweinfurt zu einer großen Kaserne ausbaute. Der nördliche Teil gehört zu Niederwerrn. Seit dem Abzug der amerikanischen Streitkräfte aus Schweinfurt 2014 läuft die Konversion für die Kaserne. Ein interkommunaler Gewerbepark ist angedacht. Aber bisher (2017) konnte die Konversion hier, im Gegensatz zu ehemaligen US-Arealen in Schweinfurt, keine sichtbaren Erfolge aufweisen.

### Feuerwehr
Die Freiwillige Feuerwehr Geldersheim ist seit Dezember 2005 Teil des ABC-Zuges Schweinfurt-Land. Sie stellt die Besatzung des Gerätewagens Atemschutz/Strahlenschutz, der im Alarmfall in den gesamten Landkreis Schweinfurt ausrückt.

### Verkehr
Der Hauptort liegt an der Bundesautobahn 71. Die nächste Anschlussstelle ist Schweinfurt-West etwa zwei Kilometer nördlich von Geldersheim. Die Bundesstraße 19 führte bis zum Bau einer Umgehung direkt durch den Ort.
Im Busverkehr wird Geldersheim von der Linie 8148 Werneck–Schweinfurt des Verkehrsverbunds Nahverkehr Mainfranken erschlossen. Der nächste Bahnhof ist Schweinfurt Hauptbahnhof, etwa fünf Kilometer östlich gelegen.

## Bildung
Es gibt folgende Einrichtungen (Stand: 2018):
- Einen Kindertageseinrichtung mit 108 genehmigten Plätzen mit 100 Kindern
- Eine Grundschule mit 7 Lehrern, 5 Klassen und 101 Schülern

## Persönlichkeiten
- Nikolaus III. Molitor (1600–1640), Abt des Klosters Münsterschwarzach